# Adrien de Mesgrigny
Adrien de Mesrigny est un homme politique français né le 4 juin 1778 à Paris et mort 8 mai 1849 dans la même ville.

## Biographie
D'une famille d'émigrés, il est emprisonné comme suspect sous la Révolution. En 1802, il est écuyer de l'empereur, baron d'empire en 1810, et sa femme est sous-gouvernante du roi de Rome. Il est sous surveillance policière dans les premières années de la Restauration. Maire de Brienne-le-Château en 1830, il est député de l'Aube de 1834 à 1848, soutenant la Monarchie de Juillet. Il est nommé inspecteur des haras en 1840.

## Sources
- « Dictionnaire des parlementaires français de 1789 à 1889 (Adolphe Robert, Edgar Bourloton et Gaston Cougny) », sur gallica BNF (consulté le 6 décembre 2013)